# Ride (музыкальное видео)
«Ride» — американский музыкальный короткометражный фильм, автором и главным актёром которого является американская певица Лана Дель Рей. Режиссёром фильма стал Энтони Мэндлер, а сам фильм длится более 10 минут. Премьера фильма состоялась 12 октября 2012 года на канале Vevo на YouTube. Фильм получил в основном положительные отзывы, но некоторые критики оценили фильм негативно из-за темы проституции и насилия.

## Сюжет видео
Фильм начинается с того, что неизвестная Певица (Лана Дель Рей) расслабленно качается на подвешенной шине в пустыне. Затем действие перемещается на улицу, где она ищет попутчиков и кратковременных любовников в проезжающих мимо авто. Фоном звучит монолог Певицы. Она рассказывает, что её свободный образ жизни никто не одобряет, но её это совершенно не беспокоит. Она также утверждает, что всегда была не такой как остальные и предвидела для себя подобную жизнь с самого раннего возраста, потому что «была рождена, чтобы быть другой женщиной». На этих словах видеоряд демонстрирует её, едущей с байкерами и играющей с «клиентами». Вскоре после этого начинает звучать песня «Ride».
На протяжении фильма Певица вступает в отношения с несколькими мужчинами. В конце концов она сбегает из города и живёт на открытой дороге. Она наслаждается своей беспечной жизнью без ограничений и правил — вместе с кавалерами останавливается там, где придётся, бороздит пустыни на мотоцикле и выступает в крохотных захудалых барах для таких же людей, с какими путешествует.
В одну из ночей очередной любовник пытается изнасиловать её. В итоге она убивает его из пистолета. На экране вновь показана Певица, сидящая на шине. Подводится итог: «Я чертовски безумна. Но я свободна».

## Создание и релиз

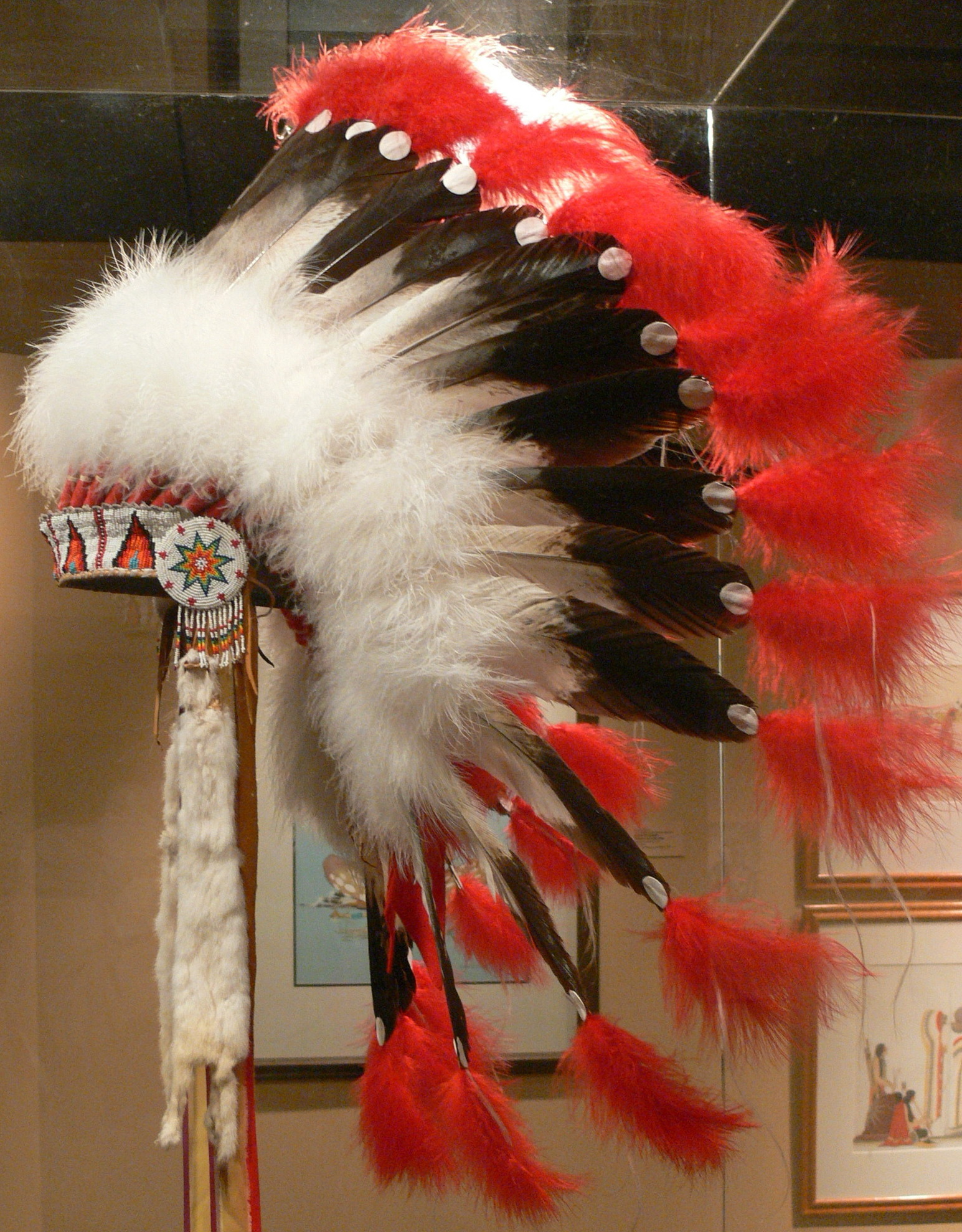
Индейский головной убор, который Лана носила в конце клипа.

Режиссёр видеоклипа на песню «National Anthem» Энтони Мендлер снимал видеоклип в Лос-Анджелесе, Калифорния в конце сентября 2012 года. Видеоклип получился короткометражным фильмом длиной в 10 минут.
Премьера состоялась 12 октября 2012 года на канале Vevo хостинга YouTube.
10 октября 2012 года Лана Дель Рей презентовала свой музыкальный видеоклип на сингл «Ride» в Aero Theatre в Санта-Монике, Калифорния. На премьере собралась аудитория в 400 человек.

## Отзывы критиков
Клип получил положительные рецензии за зрелищную составляющую, но вызвал смешанные отзывы благодаря провокационным изображениям проституции и жестокости.
Журналист NME Люси Джонс сравнила роль Дель Рей с персонажем Бланш Дюбуа пьесы «Трамвай „Желание“», назвав её «неврастеническим крушением». Далее, проводя сравнения с персонажем Лолиты, она заявила, что на протяжении фильма «персонаж Дель Рей деградирует до проституции, ища безопасности в других людях» и посчитала это дискредитирующим женщин, так как её «принятие продажи секса ради крыши над головой» может быть сочтено за антифеминисткое.
Обозреватель New York Observer прокомментировал работу так: «В качестве обоснования клип абсолютно и освежающе бессмыслен и не содержит ничего, кроме провокации. Но он потрясающе живописен для такой работы, как поделка ради поддержания мифа о том, кто же такая Лана Дель Рей. В этот раз она попыталась сделать чуть больше».
В издании Vibe отметили: «искусство проституции никогда не выглядело столь живописным».

## Актёрский состав и съёмочная группа
| Съёмочная группа - Энтони Мэндлер — режиссёр - Хайзер Хеллер — продюсер - Кристен Лофтин — руководитель производства - Малик Саид — оператор - Бенджи Бампс — художник-постановщик - Алмазный Дэйв — первый заместитель директора - Регина Фернандес — художник по костюмам - Джонни Blue Eyes — стилист - Саванна — помощник стилиста - Анна Кофонн — стилист - Памела Кокрейн — визажист - Хасан Абдул Вахид — оператор | Актёрский состав - Лана Дель Рей — главный герой, проститутка, которая участвует в байкерской банде - Ян Сииберг — любовник, один из любовников Ланы - Скотт Стена — любовник, один из любовников Ланы - Кевин Петерсон — любовник, один из любовников Ланы - Джош Курпус — байкер, член банды байкеров Ланы - Брайан Харлоу — байкер, член банды байкеров Ланы - Шон Донохью — байкер, член банды байкеров Ланы - Стив Бьюкенен — байкер, член банды байкеров Ланы - Чак Грант (в титрах не указана) — байкер, член банды байкеров Ланы |